# Ricercatore
Un ricercatore o una ricercatrice è genericamente un lavoratore che svolge attività di ricerca scientifica e/o tecnologica in maniera autonoma oppure alle dipendenze di enti pubblici o privati di ricerca, attraverso la pubblicazione su riviste specializzate di pubblicazioni scientifiche, sottoposte a regolare revisione paritaria, contenenti i risultati della ricerca stessa.

## Definizione
In Europa, la definizione di ricercatore, i suoi doveri e i suoi diritti sono stati definiti mediante la Carta europea dei ricercatori, una raccomandazione pubblicata in Gazzetta ufficiale dell'Unione europea il 5 marzo 2005. Il fatto di particolare rilievo è che essa stabilisce che tutti coloro i quali operano nella ricerca dopo la laurea o titolo equivalente sono da considerarsi Ricercatori: per i primi quattro anni "in formazione" (inclusi i dottorandi di ricerca e i borsisti), mentre in seguito sono da considerarsi "senior". La Carta prevede che non esistano discriminazioni nei diritti associati ai contratti e stabilisce la parità dei diritti tra i ricercatori a tempo determinato e a tempo indeterminato. Tale Carta è stata sottoscritta in Italia dalla Conferenza dei rettori CRUI e dai presidenti degli enti di ricerca, senza che all'atto pratico però questo costituisse fattore di modifica nei contratti di lavoro vigenti. Essa infatti non ha ancora trovato implementazione nell'ordinamento italiano, anche a causa dei costi aggiuntivi che lo Stato dovrebbe sostenere per garantire a tutti i ricercatori i medesimi diritti come raccomandato dalla Carta.
Al 2019, il 28% dei ricercatori italiani era costituito da donne, quota femminile che risultava pari al 35% fra gli scienziati e gli ingegneri, posizionando l'Italia al 23º posto nel mondo.

## Il ricercatore universitario in Italia
In Italia, esistono figure professionali espressamente denominate ricercatori sia all'interno dell'Università che negli enti di ricerca (ad esempio CNR o INRiM). Va notato che, comunque, anche il restante personale docente universitario italiano è tenuto obbligatoriamente a svolgere attività di ricerca. Nell'ordinamento legislativo italiano il ruolo di ricercatore universitario è stato istituito col decreto presidente Repubblica 11 luglio 1980, n. 382.
La legge 4 novembre 2005, n. 230 (Art. 7) prevedeva la messa ad esaurimento del ruolo a partire dal 2013. La legge n. 240/10 del 30 dicembre 2010 (Art. 29, Comma 1) ha anticipato la messa ad esaurimento al 2011. La stessa legge, all'articolo 24, ha istituito la nuova figura del ricercatore a tempo determinato. Pertanto non esiste più in Italia l'accesso ad alcun ruolo di ricercatore che sia a tempo indeterminato, il lavoro di ricercatore è unicamente costituito da un contratto a tempo determinato, ulteriormente modificato nel 2022.

### Ricercatore a tempo indeterminato

#### Istituzione e compiti
I compiti dei ricercatori universitari a tempo indeterminato sono stabiliti dal citato decreto all'art. 32 come segue.
Si noti che, formalmente, i ricercatori universitari, secondo la 382, non fanno parte del personale docente ed anzi l'Art. 1, che ne istituisce il ruolo, recita: Non è [loro] consentito il conferimento di incarichi di insegnamento. Questa norma è stata successivamente modificata, consentendo l'attribuzione ai ricercatori di affidamenti o supplenze, col consenso degli interessati. In effetti, il compito istituzionale dei ricercatori sarebbe dovuto consistere nello svolgere ricerca; infatti, formalmente, le strutture universitarie non sono tenute ad assegnare loro compiti didattici integrativi, per i quali è previsto, nel citato Art. 32, un numero massimo di ore, ma non un minimo.

#### Giudizio di conferma
Come precisato all'Art. 31, I ricercatori universitari, dopo tre anni dall'immissione in ruolo, sono sottoposti ad un giudizio di conferma... Se il giudizio è favorevole, il ricercatore è immesso nella fascia dei ricercatori confermati. Il giudizio, se sfavorevole, può essere ripetuto una sola volta dopo un biennio. Se anche il secondo giudizio è sfavorevole, il ricercatore cessa di appartenere al ruolo... e può avvalersi, a domanda, della facoltà di passaggio ad altra amministrazione.

#### Il problema dello stato giuridico
La citata legge 382 è completamente vaga sulla questione dello stato giuridico dei ricercatori universitari. L'art. 34, dal titolo Disciplina dello stato giuridico dei ricercatori universitari lascia in sospeso la questione.
Questa parte della legge è tuttora in vigore, e lo stato giuridico dei ricercatori non è ancora stato definito.

#### La situazione nei primi anni 2000
In realtà, pur non essendo considerati docenti, i ricercatori svolgono attività didattica in considerevole quantità. Marco Cattaneo, in un intervento sul proprio blog di Le Scienze ha affermato

#### La messa a esaurimento del ruolo
Il ruolo dei ricercatori a tempo indeterminato è stato messo ad esaurimento dalla Legge n. 240/10 del 30 dicembre 2010. La messa ad esaurimento era già prevista dalla
Legge 4 novembre 2005, n. 230. Attualmente (2011) i ricercatori a tempo indeterminato costituiscono circa il 40% del personale di ruolo che insegna nelle università.

### Ricercatore a tempo determinato
La figura del ricercatore a tempo determinato è stata istituita dalla Legge n. 240/10 del 30 dicembre 2010, all'articolo 24.
Formalmente, si tratta di contratti di lavoro subordinato a tempo determinato, che le università possono stipulare al fine di svolgere attività di ricerca, di didattica, di didattica integrativa e di servizio agli studenti (Comma 1). I destinatari devono essere scelti mediante procedure pubbliche di selezione (Comma 2).
I contratti sono così distinti (Comma 3):
Tipologia A (RTDa - "junior")Contratti triennali prorogabili per soli due anni, per una sola volta, previa positiva valutazione delle attività didattiche e di ricerca svolte. L'RTDa può essere a regime di tempo pieno o di tempo definito. A tali bandi possono partecipare candidati in possesso del titolo di Dottore di Ricerca o equivalente, conseguito in Italia o all'estero; non possono altresì partecipare candidati che abbiano già usufruito di analoghi contratti o assegni di ricerca per una durata complessiva, ivi compreso il contratto cui si concorre, superiore ai 12 anni anche non continuativi.
Tipologia B (RTDb - "senior")Contratti triennali non rinnovabili, esclusivamente a regime di tempo pieno. Tali bandi sono riservati a candidati che abbiano già usufruito per almeno tre anni di contratti di tipo A, ovvero per tre anni, anche cumulativamente e non consecutivamente, di: contratti stipulati ex art. 1 comma 14 della legge 130/2005, assegni di ricerca ex art. 51 comma 6 della legge 449/1997, assegni di ricerca ex art. 22 della legge 240/2010, borse post-dottorato ex ar. 4 della legge 398/1989, ovvero analoghi contratti, assegni o borse in atenei stranieri. Non possono altresì partecipare candidati che abbiano già usufruito di contratti RTDa o assegni di ricerca per una durata complessiva, ivi compreso il contratto cui si concorre, superiore ai 12 anni anche non continuativi.
I ricercatori che fruiscono di contratto di tipo B, e che abbiano conseguito l'abilitazione scientifica nazionale (Articolo 16), verranno valutati da una Commissione appositamente nominata dall'Ateneo nel terzo anno di contratto, e, in caso di valutazione positiva, saranno inquadrati nel ruolo dei professori associati.
Se non verranno previste specifiche deroghe alla Legge n. 122/2010 (limite per le Pubbliche Amministrazioni alla possibilità di avvalersi di personale a tempo determinato nella misura del 50% di quanto speso nel 2009), l'assunzione di ricercatori a tempo determinato non potrà avvenire se non in misura irrisoria. non essendo ancora presenti, nel 2009, figure analoghe ai ricercatori a tempo determinato.
Nel 2022 le figure di RTD A e B vengono sostituite da un'unica figura di ricercatore a tempo determinato con una durata di sei anni eventualmente riducibile a quattro. Come i precedenti RTD B, questa figura dà accesso al titolo di professore associato.

### La mobilitazione contro la riforma Gelmini
In seguito alla presentazione del DdL 1905s, detto "riforma Gelmini", che prevede per l'università pubblica tagli per 1.400.000.000 di euro e nessun investimento, si diffonde negli atenei pubblici italiani una mobilitazione che ha come fulcro i ricercatori universitari. Il Coordinamento nazionale dei ricercatori universitari (CNRU) il 18 marzo 2010 proclama l'indisponibilità alla didattica, unendosi all'ampio movimento che aveva già raccolto numerose adesioni in diversi atenei italiani e in rapida espansione. Questa forma di protesta si basa sul rifiuto, da parte dei ricercatori universitari, di incarichi di docenza (corsi di studio) in quanto non previsti dallo stato giuridico. La protesta ha continuato rapidamente la propria espansione e diffusione su tutto il territorio nazionale, coinvolgendo la quasi totalità degli atenei pubblici italiani. Il 15 aprile 2010 si svolge a Roma un'assemblea nazionale dei ricercatori, organizzata dal CNRU, dove vengono ribadite le ragioni della protesta. Il 29 aprile successivo, a seguito di un'altra assemblea nazionale di ricercatori svoltasi a Milano, nasce la Rete 29 aprile e viene proposto un documento che, nel ribadire le ragioni della protesta, avanza delle proposte di modifica della proposta di legge in discussione in Parlamento.

#### Le richieste
La protesta richiede, tra l'altro, il mantenimento del carattere pubblico dell'Università statale e la sua autonomia; l'abolizione dei tagli alla ricerca e al funzionamento degli atenei introdotti con le leggi 133/08 e 1/09; la riorganizzazione in senso egualitario dei ruoli universitari e dei suoi livelli retributivi; lo sganciamento della valutazione del merito dalle condizioni finanziarie degli atenei; il riconoscimento del ruolo giuridico dei ricercatori; un governo democratico degli atenei pubblici; la garanzia del Diritto allo studio.

#### L'avvio dell'anno accademico 2010-11
In seguito alla mobilitazione dei ricercatori, sostenuti da gruppi studenteschi, l'avvio dell'anno accademico 2010-2011 è stato teatro di vari rinvii, spostamenti, sospensioni delle lezioni dedicati dai ricercatori alla discussione pubblica sul futuro dell'università pubblica italiana e, più in generale, del sistema culturale. In seguito alla mobilitazione e alla protesta, la discussione sul futuro dell'università ha assunto inedito risalto sui mass-media italiani. Analogamente, il DdL 1905s, detto ‘riforma Gelmini’, ha subito vari rinvii nel suo passaggio finale in Parlamento a causa di un emendamento volto a bloccare la mobilitazione ma non approvabile poiché privo di copertura finanziaria.

#### La svolta di Bologna
Di fronte alla mobilitazione e all'indisponibilità dei ricercatori, il 14 settembre 2010 il Senato accademico dell'Ateneo di Bologna invia una lettera (cosiddetta ‘lettera ultimatum’) che intima ai ricercatori di comunicare entro 48 ore la disponibilità alla didattica non obbligatoria e paventando la sostituzione degli eventuali indisponibili tramite docenti a contratto, inclusi coloro che non avessero risposto e perciò considerati di fatto indisponibili. La maggioranza dei ricercatori si astiene dalla comunicazione, inviando invece risposte individuali e collettive di vario tenore o non rispondendo affatto. L'atto del Senato accademico si risolve in un bluff e dona ulteriore vigore alla mobilitazione.

#### La manifestazione al Parlamento
Il 15 ottobre 2010 tremila ricercatori e studenti hanno manifestato a Roma di fronte al Parlamento e alla sede della conferenza dei Rettori.